# William Thomas Green Morton

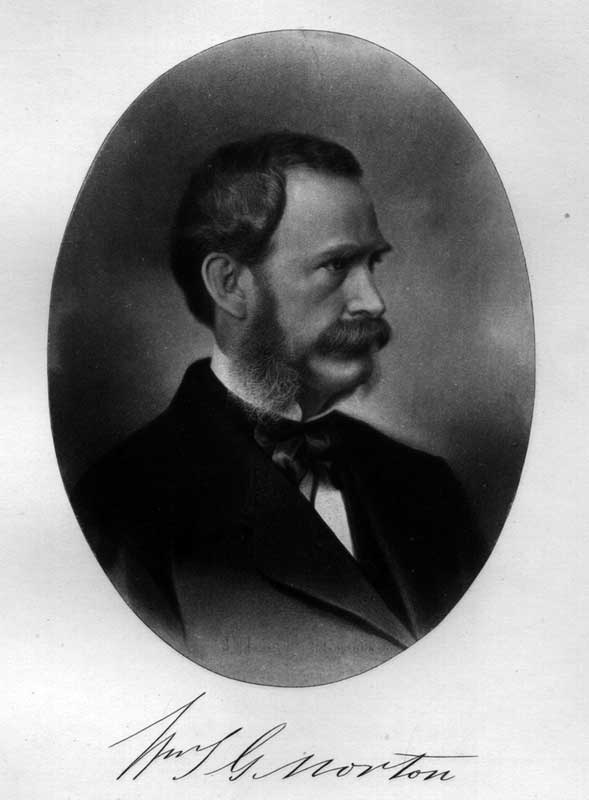
Thomas G. Morton

William Thomas Green Morton (* 9. August 1819 in Charlton, Massachusetts; † 15. Juli 1868 in New York City, New York) war ein US-amerikanischer Zahnarzt und verantwortlich für die erste öffentliche Vorführung des Äthers als Inhalationsnarkotikum am 16. Oktober 1846 in Boston. Seither gilt er als Pionier der Anästhesie und Begründer der modernen Narkose, der die Äthernarkose in die Praxis eingeführt hat.

## Leben
William T. G. Morton war der Sohn des Farmers James Morton und dessen Ehefrau Rebecca Morton, geborene Needham aus Charlton, Massachusetts. Morton arbeitete nach dem Schulabschluss als Angestellter, Drucker und Kaufmann in Boston, Massachusetts. Im Jahre 1840 trat er zunächst in das Baltimore College of Dental Surgery ein, das er aber ohne Abschluss verließ. Denn er wechselte im Jahre 1842 nach Hartford, Connecticut, wo er unter Horace Wells weiter studierte. Beide wurden später Partner und betrieben eine Zeitlang gemeinsam eine Zahnarztpraxis. Morton wechselte dann von der Zahnheilkunde zur Kieferchirurgie und studierte am Baltimore College. Im Jahre 1842 eröffnete er eine Zahnarztpraxis. Er arbeitete 1842 und 1843 mit Horace Wells zusammen. Um seine Kenntnisse im medizinischen Bereich weiter zu vertiefen, nahm er 1844 erneut ein Studium auf, dieses Mal an der Harvard Medical School. Aber auch hier machte er keinen Studienabschluss. Jedoch besuchte er während dieser Zeit Vorlesungen des Professors Charles Thomas Jackson, der Arzt, Chemiker und Geologe war und unter anderem darüber referierte, dass auf Haut gebrachte Ätherlösung für kurze Zeit örtlich schmerzlindernd wirkt (was auch für das Betupfen von Zahnfleisch gilt) und dass das Einatmen von Ätherdämpfen zu einer zeitweiligen Bewusstlosigkeit führt.

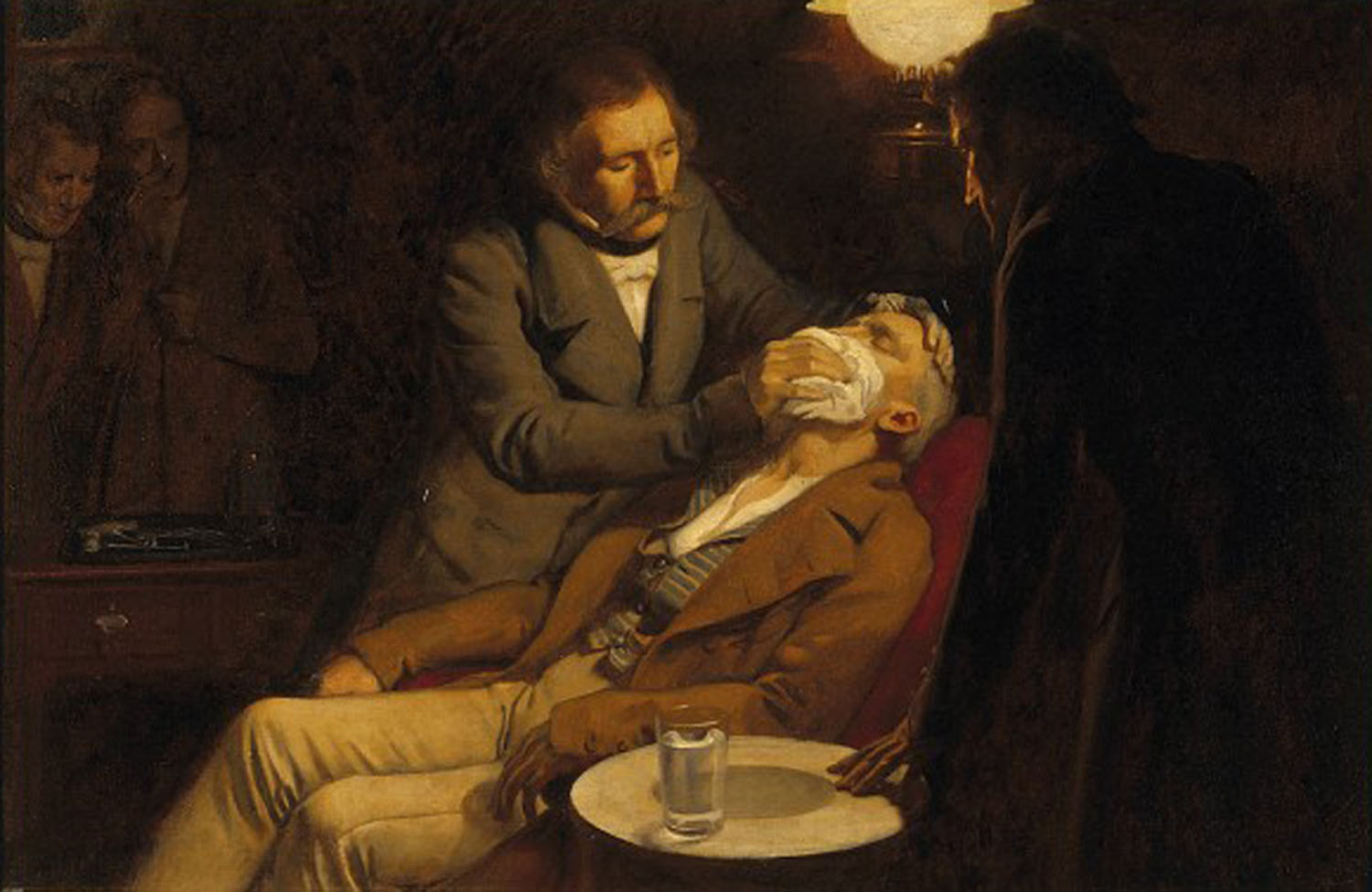
Erste Anwendung von Äther bei einer Zahnextraktion

Wells setzte ungefähr in dieser Zeit in seiner Dentalpraxis Lachgas bei der Behandlung seiner Patienten ein. Nach zahlreichen Experimenten mit seinen Schmerzpatienten wollte Wells sein Betäubungsmittel Lachgas auch öffentlich in Boston vorführen. Vermittelt von Morton durfte Wells am 25. Januar 1845 seine Entdeckung einflussreichen Leuten in Boston bei Warren am Bostoner MGH demonstrieren, darunter der Universalgelehrte Charles Thomas Jackson. Die Vorführung wurde aber ein Misserfolg. Morton hingegen hatte sich für die Zahnprothetik entschieden. Wenn die Stümpfe und Wurzeln der defekten Zähne entfernt werden mussten, verlangten die Patienten eine schmerzfreie Behandlung (insbesondere bei dem neuen, von Morton erfundenen Verfahren zur Versorgung mit Zahnkronen). Charles Thomas Jackson, bei dem Morton auch famuliert hatte, machte ihn in der Praxis auf die berauschende und damit narkotisierende Wirkung von Schwefeläther aufmerksam, die bereits Michael Faraday 1818 in einer Abhandlung beschrieben hatte. Nach dem Misserfolg von Wells mit Lachgas, überlegte Morton, ob nicht Ätherinhalationen besser zur Schmerzausschaltung geeignet seien. Er ließ daraufhin einen Vertreter seine Praxis führen, während er sich in seinem Landhaus dementsprechenden Forschungen widmete. Nach Experimenten mit Ätherdämpfen am Hund und am Goldfisch seiner Frau, dann auch an Hühnern, Mäusen und Insekten führte Morton, der zuvor mit Mesmerismus, Brandy, Champagner und Opiumzubereitungen keine ausreichende Schmerzlinderung für seine Zahnpatienten erreichen hat können, 1846 auch Selbstversuche mit dem Schwefeläther durch, den er sich mittels eines damit getränkten Taschentuches unter die Nase hielt, bis er bewusstlos wurde. Zurück in Boston erprobte er den Äther nochmals an seinen zwei Assistenten und sich selbst, um sich von der Ungefährlichkeit des Vorgehens zu überzeugen.

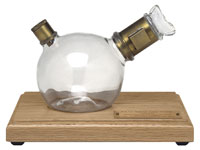
Replik des Inhalators von William T. G. Morton aus dem Jahre 1846, der ersten öffentlichen Demonstration einer in Äthernarkose durchgeführten Operation.

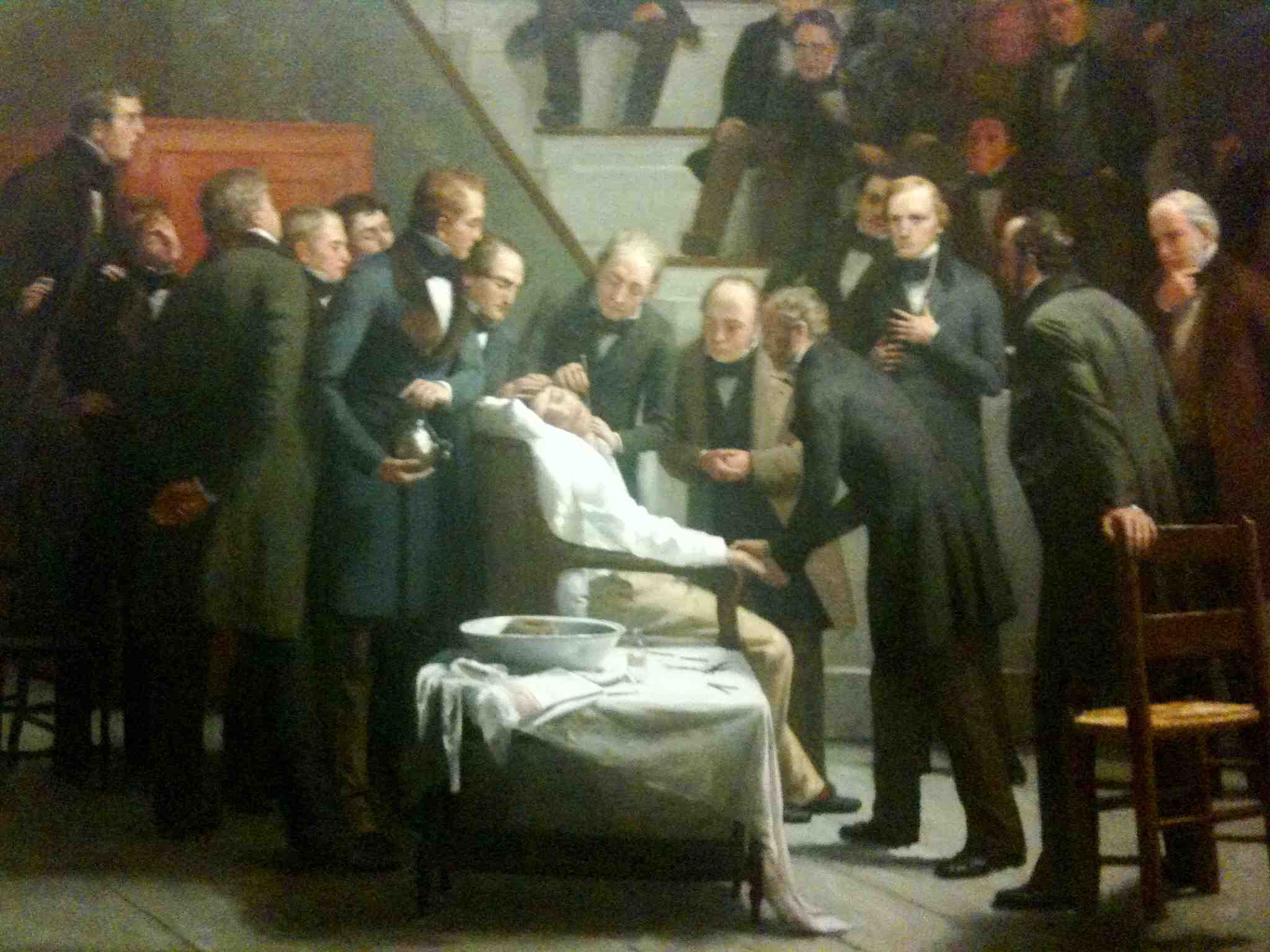
Die erste erfolgreiche öffentliche Demonstration der Äthernarkose am 16. Oktober 1846

Am 30. September 1846 kam der Cellist Ebenezar Hopkins Frost mit so starkem Zahnweh in Mortons Praxis, dass er mit einer Erprobung des Äthers bei der Extraktion seines vereiterten Backenzahns sofort einverstanden war. Als der Patient aus seiner Betäubung erwachte, erklärte er Morton, dass er keinerlei Schmerz beim Zahnziehen empfunden habe. Er bestätigte Morton und dessen Assistenten, Doktor Hayden, den Erfolg des Eingriffs. Am folgenden Tag berichtete das Boston Daily Journal:

„Gestern Abend wurde einem Gentleman nach Inhalation eines Präparats, dessen einschläfernde, betäubende Wirkung etwa eine Minute anhielt, ein Zahn ohne jedwede Schmerzempfindung gezogen.“

Morton wandte sich 14 Tage später an den leitenden Chirurgen (Senior Surgeon) John Collins Warren am Massachusetts General Hospital in Boston mit der Bitte, eine Demonstration seiner Methode vor Ärzten und Medizinstudenten der Harvard University durchzuführen. Er erhielt, veranlasst von Warren, eine von dem House Surgeon Heywood verfasste schriftliche Einladung für Freitag, den 16. Oktober 1846, um zehn Uhr vormittags, sein von ihm zur Schmerzlinderung erfundenes Mittel zur Betäubung bei einer geplanten Operation einzusetzen. Morton ließ den Patienten, den zwanzigjährigen schwindsüchtigen Buchdrucker Edward Gilbert Abbott, aus einer eigens dafür hergestellten Glaskugel, die einen mit Schwefeläther getränkten Schwamm enthielt, die Dämpfe einatmen. Nach anfänglicher Unruhe schlief der Patient ein. Dann entfernte Warren einen „angeborenen, oberflächlich liegenden und gefäßreichen Tumor unterhalb des Unterkiefers auf der linken Halsseite“ des Patienten innerhalb von fünf Minuten. Warren, der eigentlich nach der erfolglosen Demonstration von Lachgas durch Horace Wells zwei Jahre zuvor derartige Verfahren ablehnte, war von der neuen Methode begeistert und sprach zum Auditorium „Gentlemen, this is no humbug“. Dieses Ereignis im Äther-Dom gilt als die Geburtsstunde der modernen Anästhesie und sein Ätherinhalationsgerät als erstes halboffenes Narkosesystem.

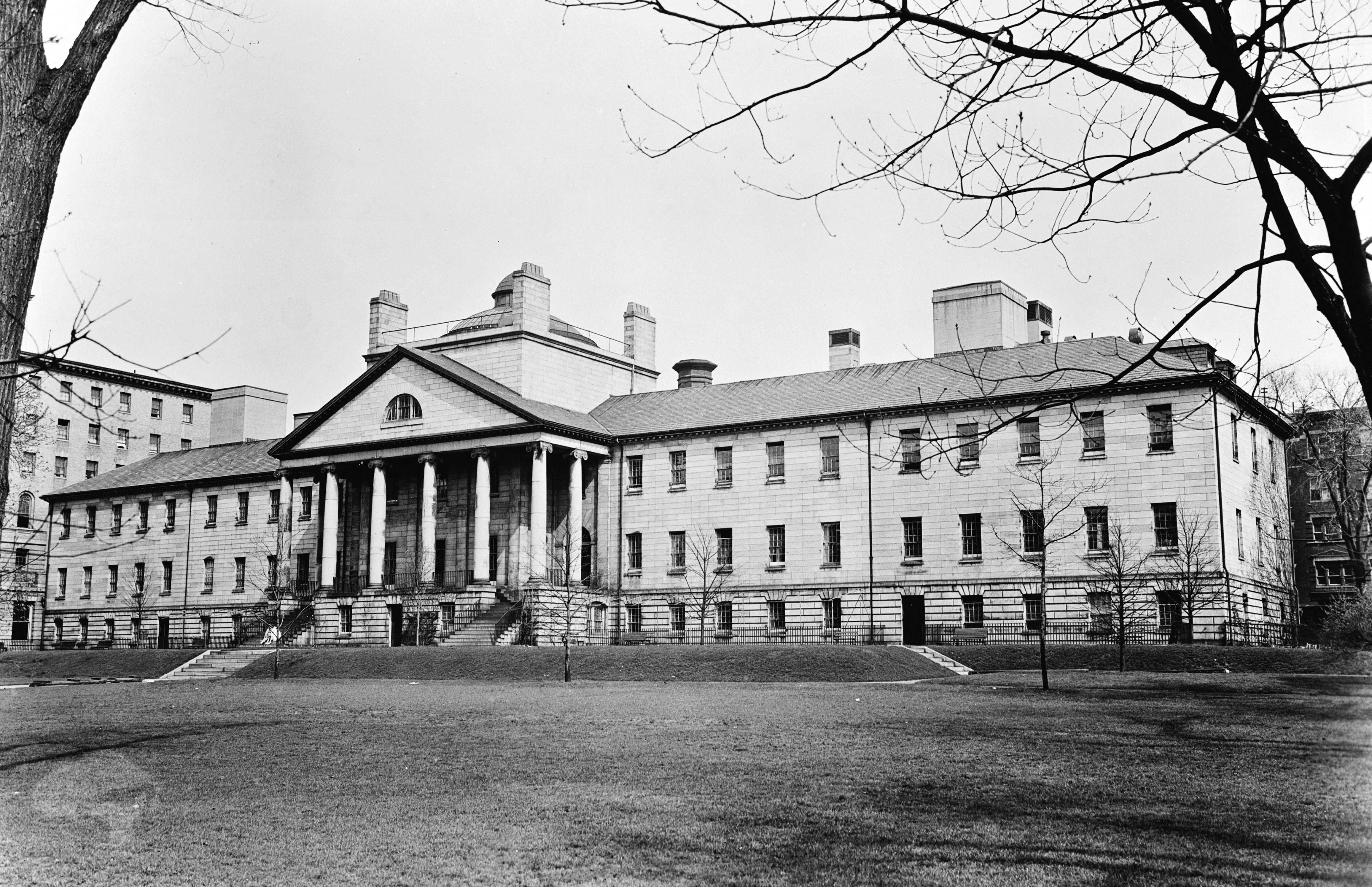
Das Bulfinch Building in Boston inklusive des Ether Dome, Foto aus dem Jahre 1941

Bereits am darauffolgenden Tag operierte der Chirurg und Urologe George Hayward (1798–1863) die Fettgewebsgeschwulst eines Patienten in Äthernarkose. Die allgemeine Anerkennung des von Morton entwickelten Verfahrens erfolgt nach der Oberschenkelamputation im Dezember 1846 in Großbritannien durch Henry Jacob Bigelow, nachdem er bei einer 20-jährigen Patientin am 7. November 1846 schmerzfrei operiert hatte. In Deutschland wurde die Äthernarkose erstmals 1847 in Erlangen und Leipzig, kurz darauf in München und Tübingen eingesetzt.
Morton versuchte zunächst zu verschleiern, welchen Wirkstoff er bei der Narkose verwendet hatte. Er bezeichnete den mit Duftstoffen versetzten Schwefeläther als „Letheon“ (abgeleitet von dem griechischen Wort lethe, das Vergessen), um von einer Patentierung zu profitieren. Wenige Wochen später, bei der Operation am 7. November 1846, wurde er vom Auditorium gezwungen bzw. von Warren gebeten, sein Geheimnis zu lüften. Über die Frage, wem die Priorität bei dieser Erfindung gebühre, kam es zu einem langjährigen Rechtsstreit, der vor allem durch den Ideengeber Jackson, Mortons ehemaligen Lehrer, betrieben wurde. Die Kosten dieser Auseinandersetzung ruinierten Morton, zumal erhoffte Tantiemen auf das Patent seiner Erfindung kaum eintrafen. Morton hatte aber für die Anwendung der Äther-Narkose noch einen Letheon-Inhalator entwickelt, um den Einsatz des Äthers auch wohldosiert vornehmen zu können. Dieses medizinische Gerät hatte er sich rechtzeitig patentieren lassen. 1852 wurde William Morton von der University Washington in Baltimore die Ehrendoktorwürde für seine medizinischen Leistungen verliehen.
Als letzte Instanz hatten sich Jackson (siebenmal) und Morton (viermal) an die Pariser Akademie der Wissenschaften gewandt. In Paris wurde entschieden, dass beide jeweils einen Preis von 2500 Francs erhalten sollen – Jackson für die Entdeckung und Morton für die erste Anwendung des Äthers für narkotische Zwecke. Damit gaben sich die beiden jedoch nicht zufrieden.
Nach sich über 20 Jahre hinziehendem Prozessieren starb William Thomas Green Morton, der seinen Beruf aufgegeben und noch eine Zeitlang Landwirtschaft betrieben hatte, verarmt und vergrämt am 15. Juli 1868 an den Folgen eines Schlaganfalls. Auf Mortons Grabstein hinterließ der Chirurg Henry Jacob Bigelow folgende Worte über William T. G. Morton: „INVENTOR AND REVEALER OF ANAESTHETIC INHALATION. BEFORE WHOM, IN ALL TIME, SURGERY WAS AGONY. BY WHOM PAIN IN SURGERY WAS AVERTED AND ANNULLED. SINCE WHOM SCIENCE HAS CONTROL OF PAIN.“
Morton war jedoch nicht der Erste, der die betäubende Wirkung des Äthers zur Schmerzausschaltung bei chirurgischen Eingriffen nutzbar machte. Bereits am 30. März 1842 hatte Doktor Crawford Williamson Long einem Patienten einen Tumor am Nacken schmerzfrei entfernt, wobei er ein mit Äther getränktes Handtuch verwendete. Er unterließ aber eine Publikation und brachte sich so um seine berechtigten Prioritätsansprüche.